# Emilio Borsa
Pour les articles homonymes, voir Borsa.
Emilio Borsa, né en 1857 à Monza et mort en 1931 dans la même ville, est un peintre italien de genre et de paysages, ainsi que de portraits.

## Biographie
Emilio Borsa naît le 6 mai 1857 à Monza.
Son père, Paolo Borsa, est professeur de dessin à Milan. Il se forme d'abord auprès de son oncle Mosè Bianchi, puis suit des études à l'Académie des beaux-arts de Brera ; il s'installe définitivement à Rome. Sa mère est la tante de Pompeo Mariani. 
À l'exposition vénitienne de 1887, il expose : Bosco, Amor riscalda, Ottobre, Primavera, La quiete del lago et un portrait. Il expose également des œuvres à l'Exposition internationale de Venise en 1907.